# Hexagonella perillustris
Hexagonella perillustris är en mossdjursart som beskrevs av Gorjunova 1975. Hexagonella perillustris ingår i släktet Hexagonella och familjen Hexagonellidae. Inga underarter finns listade i Catalogue of Life.